# Малком Икс (филм)
Малком Икс (енгл. Malcolm X) је биографски филм из 1992. године који је режирао Спајк Ли, а главне улоге играју: Дензел Вошингтон, Анџела Басет и Ал Фриман млађи.

## Радња
Филм говори о животу и трагичној судбини познатог борца за права црнаца у Сједињеним Државама, Малколма Икса (Дензел Вашингтон), приказује његову духовну еволуцију од црног расизма до схватања потребе изградње друштва у коме ће представници различитих расе и религије могу да се слажу.

## Улоге
| Глумац           | Улога          |
| ---------------- | -------------- |
| Дензел Вошингтон | Малком Икс     |
| Анџела Басет     | Бети Шабаз     |
| Алберт Хол       | Бејнс          |
| Ал Фриман мл.    | Елајџа Мухамед |
| Делрој Линдо     | Арчи           |
| Спајк Ли         | Шорти          |
| Тереза Рандл     | Лора           |
| Кејт Вернон      | Софија         |
| Лонет Маки       | Луиза Литл     |
| Томи Холис       | Ерл Литл       |

### Специјална појаљивања
| Глумац           | Улога               |
| ---------------- | ------------------- |
| Боби Сил         | Улични проповедник  |
| Ал Шарптон       | Улични проповедник  |
| Кристофер Пламер | Чаплен Гил          |
| Карен Ален       | госпођа Дан         |
| Питер Бојл       | капетан Грин        |
| Вилијам Кунслер  | судија              |
| Нелсон Мандела   | учитељ из Совета    |
| Оси Дејвис       | говорник на сахрани |
| Џоди Форбер      | Џеклин Кенеди       |

## Зарада
Филм је у САД зарадио 48.169.910 $.